# A Gentleman of France
A Gentleman of France (o Monsieur Beaucaire, the Adventures of a Gentleman of France) è un cortometraggio muto del 1905 diretto da James Stuart Blackton e interpretato da Paul Panzer. Un film di cinque minuti che riprende la storia del nobile rifiutato da una gran dama perché questa lo crede un barbiere.
Prodotto dalla Vitagraph Company of America, il film uscì nelle sale il 23 dicembre 1905.
Scritta da Booth Tarkington, la storia sarà ripresa nel 1924 da Sidney Olcott in Monsieur Beaucaire con Rodolfo Valentino.
Nel 1946, Bob Hope ne interpreta una versione da commedia in Monsieur Beaucaire di George Marshall.

## Trama
Un'aristocratica viene a sapere che l'uomo di cui è innamorata è un barbiere che si è fatto passare per nobile. Allora lo rifiuta, per scoprire subito dopo che il barbiere è invece un principe di sangue reale.

## Produzione
Prodotto dalla Vitagraph Company of America,

## Distribuzione
Il cortometraggio venne distribuito dalla Vitagraph Company of America, uscendo in sala il 23 dicembre 1905. Una copia viene conservata negli archivi cinematografici dell'UCLA.

### Date di uscita
IMDb
- USA	23 dicembre 1905

Alias
- Monsieur Beaucaire: The Adventures of a Gentleman of France	USA (titolo copyright)
- The Great Sword Combat on the Stairs	USA (titolo alternativo)